# Ullensaker/Kisa Idrettslag 2012
Questa voce raccoglie le informazioni riguardanti l'Ullensaker/Kisa Idrettslag nelle competizioni ufficiali della stagione 2012.

## Stagione
L'Ullensaker/Kisa chiuse la stagione al 6º posto, raggiungendo così le qualificazioni all'Eliteserien. Dopo aver eliminato Sandefjord e Bodø/Glimt, la squadra perse il doppio confronto con il Sandnes Ulf, restando così nella 1. divisjon. L'avventura nella Coppa di Norvegia 2012 si chiuse al terzo turno, quando l'Ullensaker/Kisa fu sconfitto dal Lillestrøm. Il calciatore più utilizzato in stagione fu Arnold Origi Otieno, con le sue 36 presenze (29 in campionato, 3 nella coppa nazionale e 4 nelle qualificazioni all'Eliteserien), mentre il miglior marcatore fu Steevan Dos Santos con 10 reti (7 in campionato, una in coppa e 2 nelle qualificazioni all'Eliteserien).

## Maglia e sponsor
Lo sponsor tecnico per la stagione 2012 fu Umbro, mentre lo sponsor ufficiale fu Jessheim Storsenter. La divisa casalinga era composta da una maglietta gialla con una inserti verdi, pantaloncini e calzettoni verdi. Quella da trasferta era invece costituita da una maglia bianca, pantaloncini neri e calzettoni bianchi.
| Casa | Trasferta |

## Rosa
| N. |                     | Ruolo | Calciatore              |
| -- | ------------------- | ----- | ----------------------- |
| 1  | Norvegia (bandiera) | P     | Alexander Vangen        |
| 1  | Norvegia (bandiera) | P     | Fredrik Vestgård        |
| 1  | Polonia (bandiera)  | P     | Kamil Ryłka             |
| 3  | Norvegia (bandiera) | C     | David Jansen            |
| 4  | Norvegia (bandiera) | D     | Henrik Nordnes          |
| 6  | Norvegia (bandiera) | D     | Kristian Flittie Onstad |
| 7  | Svezia (bandiera)   | C     | Victor Adebahr          |
| 8  | Norvegia (bandiera) | C     | Truls Jørstad           |
| 9  | Norvegia (bandiera) | A     | Daniel Moen Hansen      |
| 10 | Norvegia (bandiera) | A     | Eirik Soltvedt          |
| 11 | Norvegia (bandiera) | C     | Ola Jørstad             |
| 12 | Kenya (bandiera)    | P     | Arnold Origi Otieno     |
| 13 | Norvegia (bandiera) | A     | Kenneth Di Vita Jensen  |
| 14 | Norvegia (bandiera) | C     | Andreas Castilla        |
| 15 | Norvegia (bandiera) | A     | Kim Brenna              |

| N. |                       | Ruolo | Calciatore           |
| -- | --------------------- | ----- | -------------------- |
| 16 | Norvegia (bandiera)   | D     | Tom Kristoffersen    |
| 17 | Norvegia (bandiera)   | C     | Lars Jørgen Mork     |
| 18 | Norvegia (bandiera)   | C     | Asgeir Snekvik       |
| 18 | Norvegia (bandiera)   | A     | Chuma Anene          |
| 19 | Capo Verde (bandiera) | A     | Steevan dos Santos   |
| 20 | Norvegia (bandiera)   | C     | Petter Severeide     |
| 21 | Norvegia (bandiera)   | D     | Erik Stensby         |
| 22 | Norvegia (bandiera)   | D     | Pål Steffen Andresen |
| 23 | Norvegia (bandiera)   | C     | Simen Kind Mikalsen  |
| 24 | Norvegia (bandiera)   | C     | Martin Rosenkilde    |
| 26 | Norvegia (bandiera)   | A     | Ole Kristian Langås  |
| 27 | Norvegia (bandiera)   | A     | Kim Holmen           |
| 31 | Norvegia (bandiera)   | P     | Petter Lindstad      |
| 31 | Norvegia (bandiera)   | P     | Roy Konterud         |

## Calciomercato

### Sessione invernale(dal 01/01 al 31/03)
| Acquisti | Acquisti                | Acquisti      | Acquisti   |
| R.       | Nome                    | da            | Modalità   |
| -------- | ----------------------- | ------------- | ---------- |
| P        | Arnold Origi Otieno     | Moss          | definitivo |
| D        | Pål Steffen Andresen    | svincolato    |            |
| D        | David Jansen            | Eidsvold Turn | definitivo |
| D        | Tom Kristoffersen       | Strømmen      | definitivo |
| D        | Henrik Nordnes          | Strømmen      | definitivo |
| D        | Kristian Flittie Onstad | Raufoss       | definitivo |
| A        | Steevan dos Santos      | Mindelense    | definitivo |
| A        | Kim Holmen              | svincolato    |            |

| Cessioni | Cessioni           | Cessioni   | Cessioni   |
| R.       | Nome               | a          | Modalità   |
| -------- | ------------------ | ---------- | ---------- |
| C        | Kenneth Andreassen | Skjetten   | definitivo |
| C        | Marius Preber      | Hauerseter | definitivo |

### Sessione estiva(dal 01/08 al 31/08)
| Acquisti | Acquisti               | Acquisti    | Acquisti   |
| R.       | Nome                   | da          | Modalità   |
| -------- | ---------------------- | ----------- | ---------- |
| P        | Petter Lindstad        | Kongsvinger | definitivo |
| P        | Kamil Ryłka            | Askim       | prestito   |
| A        | Chuma Anene            | Vålerenga   | prestito   |
| A        | Kim Brenna             | Lørenskog   | definitivo |
| A        | Kenneth Di Vita Jensen | Hønefoss    | prestito   |
| A        | Ole Kristian Langås    | Rosenborg   | definitivo |
| A        | Asgeir Snekvik         | Byåsen      | definitivo |

| Cessioni | Cessioni         | Cessioni      | Cessioni      |
| R.       | Nome             | a             | Modalità      |
| -------- | ---------------- | ------------- | ------------- |
| P        | Roy Konterud     | Eidsvold Turn | prestito      |
| P        | Kamil Ryłka      | Askim         | fine prestito |
| D        | David Jansen     | Eidsvold Turn | definitivo    |
| C        | Andreas Castilla | Skedsmo       | definitivo    |
| C        | Petter Severeide | Drøbak/Frogn  | definitivo    |
| A        | Chuma Anene      | Vålerenga     | fine prestito |

## Risultati

### 1. divisjon

#### Girone di andata
| Arbitro: | Ahlsen |

|                         |           |  |
| Hansen 44’ Castilla 47’ | Marcatori |  |

| Arbitro: | Gya |

|                             |           |  |
| Stene 10’, 81’ Tronseth 29’ | Marcatori |  |

| Arbitro: | Hagen (Grue) |

|                                                |           |  |
| Andresen 36’, 42’ Holmen 46’, 52’ Soltvedt 84’ | Marcatori |  |

| Arbitro: | Hansen |

|                 |           |                                         |
| El Masrouri 89’ | Marcatori | 9’ Andresen 51’ T. Jørstad 56’ Soltvedt |

| Arbitro: | Ahlsen |

|  |           |                         |
|  | Marcatori | 7’, 26’, 55’ V. Braaten |

| Arbitro: | Gjermshus |

|               |           |                                |
| Thomassen 73’ | Marcatori | 10’, 54’ Hansen 31’ Rosenkilde |

| Arbitro: | Hansen |

|             |           |                                           |
| Standal 58’ | Marcatori | 20’ Holmen 50’ (rig.) Hansen 53’ Soltvedt |

| Arbitro: | Gjermshus |

|                         |           |                 |
| Hansen 15’ Andresen 25’ | Marcatori | 90’ Bertheussen |

| Arbitro: | Lundby |

|  |           |                         |
|  | Marcatori | 41’ Holmen 76’ Soltvedt |

| Arbitro: | Eskås |

|                           |           |                    |
| Nordnes 5’ Dos Santos 82’ | Marcatori | 61’ (rig.) Solberg |

| Arbitro: | Nilsen |

|                             |           |  |
| Vilhjálmsson 56’ Asante 90’ | Marcatori |  |

| Arbitro: | Steen |

|  |           |                     |
|  | Marcatori | 48’ (rig.) Andresen |

| Arbitro: | Hansen |

|                    |           |  |
| Torp 78’ Lamøy 90’ | Marcatori |  |

| Arbitro: | Tennøy |

|              |           |            |
| Andresen 45’ | Marcatori | 45’ Sistek |

| Arbitro: | Kjensli (Oslo) |

|                       |           |  |
| Johannesen 54’ (rig.) | Marcatori |  |

#### Girone di ritorno
| Arbitro: | Øvrebø (Oslo) |

|                             |           |              |
| Karlsen 58’ Ingebretsen 86’ | Marcatori | 12’ Andresen |

| Arbitro: | Døvle (Larvik) |

|  |           |                                      |
|  | Marcatori | 16’ Andersen 58’ Mathisen 74’ Asante |

| Arbitro: | Eskås |

|            |           |        |
| Jensen 64’ | Marcatori | 6’ Aas |

| Arbitro: | Lundby |

|                  |           |                               |
| Velta 80’ (rig.) | Marcatori | 89’ (rig.), 90’ (rig.) Onstad |

| Arbitro: | Hansen |

|                                       |           |  |
| Nordnes 27’ Dos Santos 81’ Langås 90’ | Marcatori |  |

| Arbitro: | Steen |

|          |           |  |
| Sané 65’ | Marcatori |  |

| Arbitro: | Borgersen (Oslo) |

|  |           |            |
|  | Marcatori | 20’ Larsen |

| Arbitro: | Lundby |

|                     |           |                |
| Giæver 11’ Hoås 27’ | Marcatori | 89’ Rosenkilde |

| Arbitro: | Sandmoen (Kjelsås) |

|                |           |  |
| Dos Santos 39’ | Marcatori |  |

| Arbitro: | Ahlsen |

|                        |           |                   |
| Møller 53’ Tokstad 60’ | Marcatori | 90’ Kristoffersen |

| Arbitro: | Toppe |

|                                                                   |           |                        |
| Dos Santos 5’, 80’ Jensen 46’ Kind Mikalsen 56’ Kristoffersen 59’ | Marcatori | 2’ Shaswari 86’ Sandbu |

| Arbitro: | Tennøy |

|            |           |                            |
| Vangen 42’ | Marcatori | 45’ T. Jørstad 64’ Adebahr |

| Arbitro: | Gjermshus |

|                                                |           |             |
| Kind Mikalsen 2’ T. Jørstad 66’ Dos Santos 90’ | Marcatori | 53’ Helland |

| Arbitro: | Ahlsen |

|                      |           |                |
| Rise 71’ Sildnes 74’ | Marcatori | 18’ Dos Santos |

| Arbitro: | Toppe |

|              |           |                         |
| Andresen 22’ | Marcatori | 58’ Jakobsen 67’ Herrem |

#### Qualificazioni all'Eliteserien
| Arbitro: | Eskås |

|                                         |           |                                                           |
| Dimitriadis 55’ (rig.), 63’, 90’ (rig.) | Marcatori | 4’ Dos Santos 17’ (rig.) Onstad 32’ Rosenkilde 50’ Jensen |

| Arbitro: | Nilsen |

|                                  |           |  |
| Dos Santos 49’ Onstad 87’ (rig.) | Marcatori |  |

| Arbitro: | Hagen (Grue) |

|  |           |                                               |
|  | Marcatori | 24’ Bertolt 80’ Gytkjær 85’ Helle 90’ Holmvik |

| Arbitro: | Staberg (Harstad) |

|                                            |           |                |
| Høiland 20’ Gytkjær 31’ (rig.), 68’ (rig.) | Marcatori | 18’ Rosenkilde |

### Coppa di Norvegia
| 1º maggio 2012, ore 18:00 Primo turno                                                                             | Hauerseter | 0 – 6 referto                                                                   | Ullensaker/Kisa |  |
| \| \| \| \| \| \| Marcatori \| 16’ Jansen 23’, 42’ Rosenkilde 36’ (aut.) Torgersen 61’ Dos Santos 62’ Castilla \| |            |                                                                                 |                 |  |
| |            |                                                                                 |                 |  |
| | Marcatori  | 16’ Jansen 23’, 42’ Rosenkilde 36’ (aut.) Torgersen 61’ Dos Santos 62’ Castilla |                 |  |

| Arbitro: | Myrheim |

|  |           |             |
|  | Marcatori | 5’ Soltvedt |

| Arbitro: | Sandmoen (Kjelsås) |

|  |           |                                                         |
|  | Marcatori | 12’ Sigurðarson 39’ (aut.) Kristoffersen 77’ Omoijuanfo |

## Statistiche

### Statistiche di squadra
| Competizione                   | Punti | In casa | In casa | In casa | In casa | In casa | In casa | In trasferta | In trasferta | In trasferta | In trasferta | In trasferta | In trasferta | Totale | Totale | Totale | Totale | Totale | Totale | DR |
| Competizione                   | Punti | G       | V       | N       | P       | Gf      | Gs      | G            | V            | N            | P            | Gf           | Gs           | G      | V      | N      | P      | Gf     | Gs     | DR |
| ------------------------------ | ----- | ------- | ------- | ------- | ------- | ------- | ------- | ------------ | ------------ | ------------ | ------------ | ------------ | ------------ | ------ | ------ | ------ | ------ | ------ | ------ | -- |
| 1. divisjon                    | 44    | 15      | 8       | 2       | 5       | 26      | 17      | 15           | 6            | 0            | 9            | 19           | 22           | 30     | 14     | 2      | 14     | 45     | 39     | +6 |
| Qualificazioni all'Eliteserien | -     | 2       | 1       | 0       | 1       | 2       | 4       | 2            | 1            | 0            | 1            | 5            | 4            | 4      | 2      | 0      | 2      | 7      | 8      | -1 |
| Coppa di Norvegia              | -     | 1       | 0       | 0       | 1       | 0       | 3       | 2            | 2            | 0            | 0            | 7            | 0            | 5      | 4      | 0      | 1      | 7      | 3      | +4 |
| Totale                         | -     | 18      | 9       | 2       | 7       | 28      | 24      | 19           | 9            | 0            | 10           | 31           | 26           | 39     | 20     | 2      | 17     | 59     | 50     | +9 |

### Statistiche dei giocatori
| V. Adebahr       | 27 | 1 | 5 | 0 | 3 | 0 | 0 | 0 | ? | ? | ? | ? | 4 | 0 | 2 | 0 | 34+ | 1+  | 7+  | 0+ |
| P. Andresen      | 27 | 7 | 7 | 0 | 1 | 0 | 1 | 0 | ? | ? | ? | ? | 3 | 0 | 0 | 0 | 31+ | 7+  | 8+  | 0+ |
| C. Anene         | 5  | 0 | 1 | 0 | 0 | 0 | 0 | 0 | ? | ? | ? | ? | 0 | 0 | 0 | 0 | 5+  | 0+  | 1+  | 0+ |
| K. Brenna        | 3  | 0 | 0 | 0 | 0 | 0 | 0 | 0 | ? | ? | ? | ? | 0 | 0 | 0 | 0 | 3+  | 0+  | 0+  | 0+ |
| A. Castilla      | 12 | 1 | 0 | 0 | 1 | 1 | 0 | 0 | ? | ? | ? | ? | 0 | 0 | 0 | 0 | 13+ | 2+  | 0+  | 0+ |
| S. dos Santos    | 20 | 7 | 1 | 0 | 3 | 1 | 0 | 0 | ? | ? | ? | ? | 4 | 2 | 2 | 0 | 27+ | 10+ | 3+  | 0+ |
| K. Holmen        | 28 | 4 | 3 | 0 | 3 | 0 | 0 | 0 | ? | ? | ? | ? | 4 | 0 | 0 | 0 | 35+ | 4+  | 3+  | 0+ |
| D. Jansen        | 11 | 0 | 0 | 0 | 2 | 1 | 0 | 0 | ? | ? | ? | ? | 0 | 0 | 0 | 0 | 13+ | 1+  | 0+  | 0+ |
| K. Jensen        | 13 | 2 | 1 | 0 | 0 | 0 | 0 | 0 | ? | ? | ? | ? | 4 | 1 | 2 | 0 | 17+ | 3+  | 3+  | 0+ |
| O. Jørstad       | 7  | 0 | 2 | 0 | 1 | 0 | 0 | 0 | ? | ? | ? | ? | 2 | 0 | 0 | 0 | 10+ | 0+  | 2+  | 0+ |
| T. Jørstad       | 28 | 3 | 6 | 0 | 3 | 0 | 1 | 0 | ? | ? | ? | ? | 4 | 0 | 3 | 0 | 35+ | 3+  | 10+ | 0+ |
| R. Konterud      | 0  | 0 | 0 | 0 | 0 | 0 | 0 | 0 | ? | ? | ? | ? | 0 | 0 | 0 | 0 | 0+  | 0+  | 0+  | 0+ |
| T. Kristoffersen | 25 | 2 | 5 | 0 | 1 | 0 | 0 | 0 | ? | ? | ? | ? | 4 | 0 | 0 | 0 | 30+ | 2+  | 5+  | 0+ |
| O. Langås        | 11 | 1 | 0 | 0 | 0 | 0 | 0 | 0 | ? | ? | ? | ? | 2 | 0 | 0 | 0 | 13+ | 1+  | 0+  | 0+ |
| P. Lindstad      | 0  | 0 | 0 | 0 | 0 | 0 | 0 | 0 | ? | ? | ? | ? | 0 | 0 | 0 | 0 | 0+  | 0+  | 0+  | 0+ |
| S. Mikalsen      | 19 | 2 | 0 | 0 | 3 | 0 | 0 | 0 | ? | ? | ? | ? | 4 | 0 | 1 | 0 | 26+ | 2+  | 1+  | 0+ |
| D. Moen Hansen   | 10 | 5 | 0 | 0 | 1 | 0 | 0 | 0 | ? | ? | ? | ? | 0 | 0 | 0 | 0 | 11+ | 5+  | 0+  | 0+ |
| L. Mork          | 19 | 0 | 2 | 0 | 1 | 0 | 0 | 0 | ? | ? | ? | ? | 3 | 0 | 1 | 0 | 23+ | 0+  | 3+  | 0+ |
| H. Nordnes       | 22 | 2 | 2 | 0 | 1 | 0 | 0 | 0 | ? | ? | ? | ? | 1 | 0 | 0 | 0 | 24+ | 2+  | 2+  | 0+ |
| K. Onstad        | 27 | 2 | 4 | 1 | 3 | 0 | 0 | 0 | ? | ? | ? | ? | 4 | 2 | 1 | 0 | 34+ | 4+  | 5+  | 1+ |
| A. Otieno        | 29 | 0 | 2 | 0 | 3 | 0 | 0 | 0 | ? | ? | ? | ? | 4 | 0 | 1 | 0 | 36+ | 0+  | 3+  | 0+ |
| M. Rosenkilde    | 27 | 2 | 3 | 0 | 3 | 2 | 0 | 0 | ? | ? | ? | ? | 4 | 2 | 0 | 1 | 34+ | 6+  | 3+  | 1+ |
| K. Ryłka         | 0  | 0 | 0 | 0 | 0 | 0 | 0 | 0 | ? | ? | ? | ? | 0 | 0 | 0 | 0 | 0+  | 0+  | 0+  | 0+ |
| P. Severeide     | 8  | 0 | 1 | 0 | 3 | 0 | 0 | 0 | ? | ? | ? | ? | 0 | 0 | 0 | 0 | 11+ | 0+  | 1+  | 0+ |
| A. Snekvik       | 6  | 0 | 0 | 0 | 0 | 0 | 0 | 0 | ? | ? | ? | ? | 2 | 0 | 0 | 0 | 8+  | 0+  | 0+  | 0+ |
| E. Soltvedt      | 18 | 4 | 1 | 0 | 2 | 1 | 0 | 0 | ? | ? | ? | ? | 0 | 0 | 0 | 0 | 20+ | 5+  | 1+  | 0+ |
| E. Stensby       | 0  | 0 | 0 | 0 | 0 | 0 | 0 | 0 | ? | ? | ? | ? | 0 | 0 | 0 | 0 | 0+  | 0+  | 0+  | 0+ |
| A. Vangen        | 1  | 0 | 0 | 0 | 0 | 0 | 0 | 0 | ? | ? | ? | ? | 0 | 0 | 0 | 0 | 1+  | 0+  | 0+  | 0+ |
| F. Vestgård      | 0  | 0 | 0 | 0 | 0 | 0 | 0 | 0 | ? | ? | ? | ? | 0 | 0 | 0 | 0 | 0+  | 0+  | 0+  | 0+ |